# Rolls-Royce BR700

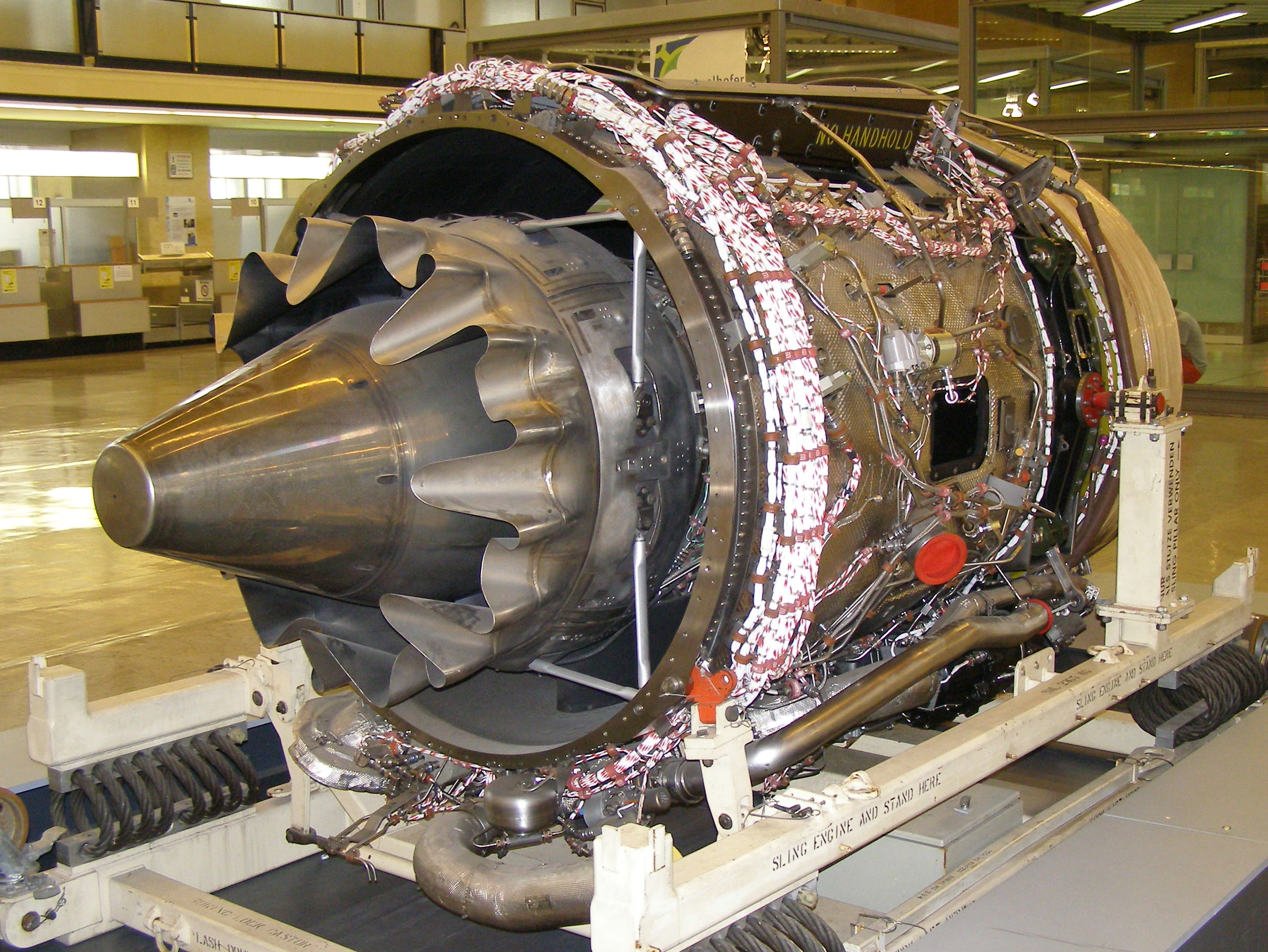
Ansicht des Triebwerkes BR 710

BR700 ist eine Reihe von Mantelstromtriebwerken, die von Rolls-Royce Deutschland gebaut werden. Die BR-Triebwerke sind Zweiwellentriebwerke der mittleren Schubklasse und für Geschäftsreise- und kleinere Linienflugzeuge vorgesehen. Sie zeichnen sich besonders durch ihre geringe Geräusch- und Schadstoffemission sowie einen niedrigen Verbrauch aus.

## Geschichte

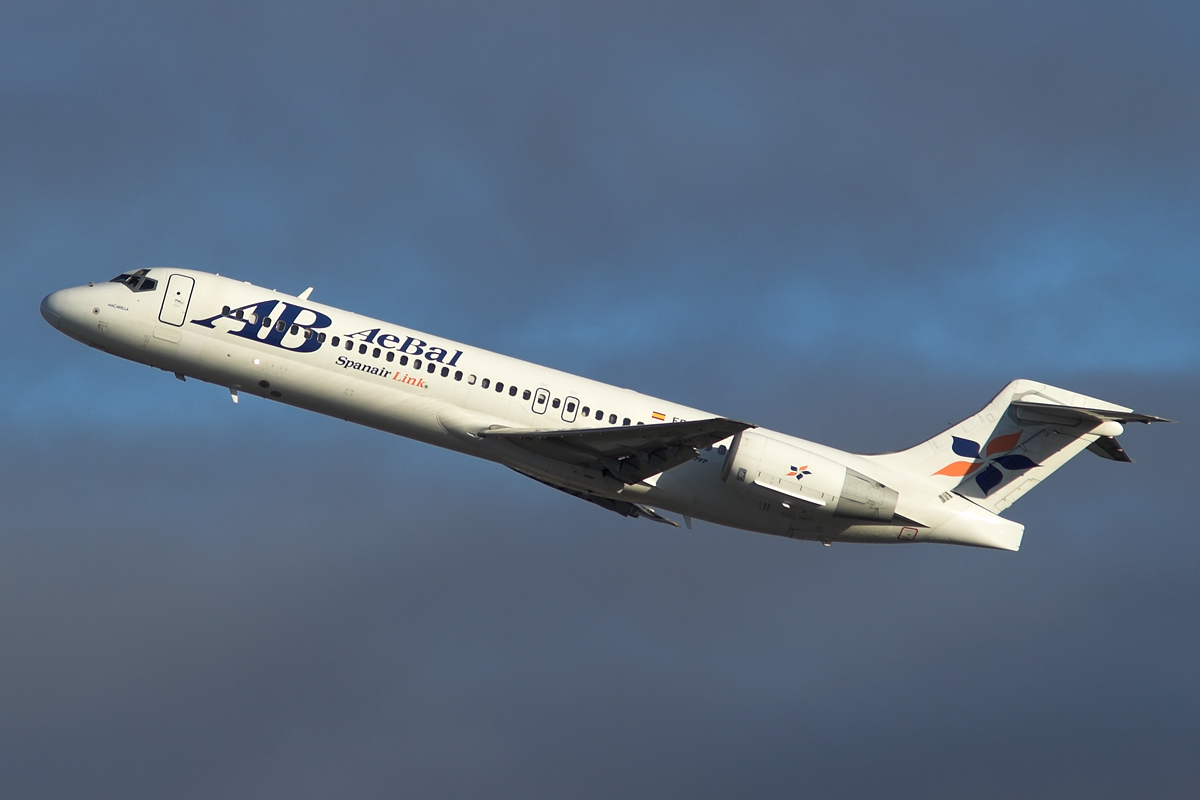
BR715 an einer Boeing 717

BMW und Rolls-Royce gründeten im Jahr 1991 ein Gemeinschaftsunternehmen, die BMW Rolls-Royce AeroEngines GmbH mit Sitz in Oberursel (Taunus) und später Dahlewitz in Brandenburg. Ziel des Unternehmens war die Entwicklung von kleinen und mittleren Triebwerken für das Segment der Geschäftsflugzeuge und Regionaljets. Unter der Führung von Günter Kappler begannen im selben Jahr in Lohhof die Entwicklungsarbeiten am Triebwerkskern. Im Jahre 1993 erfolgte der Erstlauf des Kerntriebwerks in Großbritannien, ein Jahr später dann der Erstlauf des ersten Typs BR710 in Dahlewitz. Die BR700-Familie ist seit dem Zweiten Weltkrieg das bisher einzige komplett in Deutschland entwickelte und gebaute Flugzeug-Strahltriebwerk-Programm.
Im Jahre 1999 wurde „BMW Rolls-Royce“ umstrukturiert und firmiert seitdem als „Rolls-Royce Deutschland“ und ist der einzige behördlich genehmigte Triebwerkshersteller Deutschlands mit Entwicklungs-, Herstellungs- und Instandhaltungsbetriebszulassung für moderne zivile und militärische Turbinentriebwerke. Das 1000. Triebwerk wurde im Jahr 2003 ausgeliefert. Die Triebwerke der Baureihe BR700 werden von Rolls-Royce Deutschland in den Werken Oberursel und Dahlewitz gefertigt. In den Werkshallen der ehemaligen Klöckner-Humboldt-Deutz Luftfahrttechnik in Oberursel erfolgt die Komponenten- und Teilefertigung, in einem Anfang der 1990er-Jahre errichteten Werk in Dahlewitz erfolgen die Entwicklung, Endmontage und die Testläufe der fertigen Triebwerke. Darüber hinaus kommen weitere Bauteile aus Großbritannien und Frankreich sowie von anderen Luftfahrtzulieferern.

## BR710

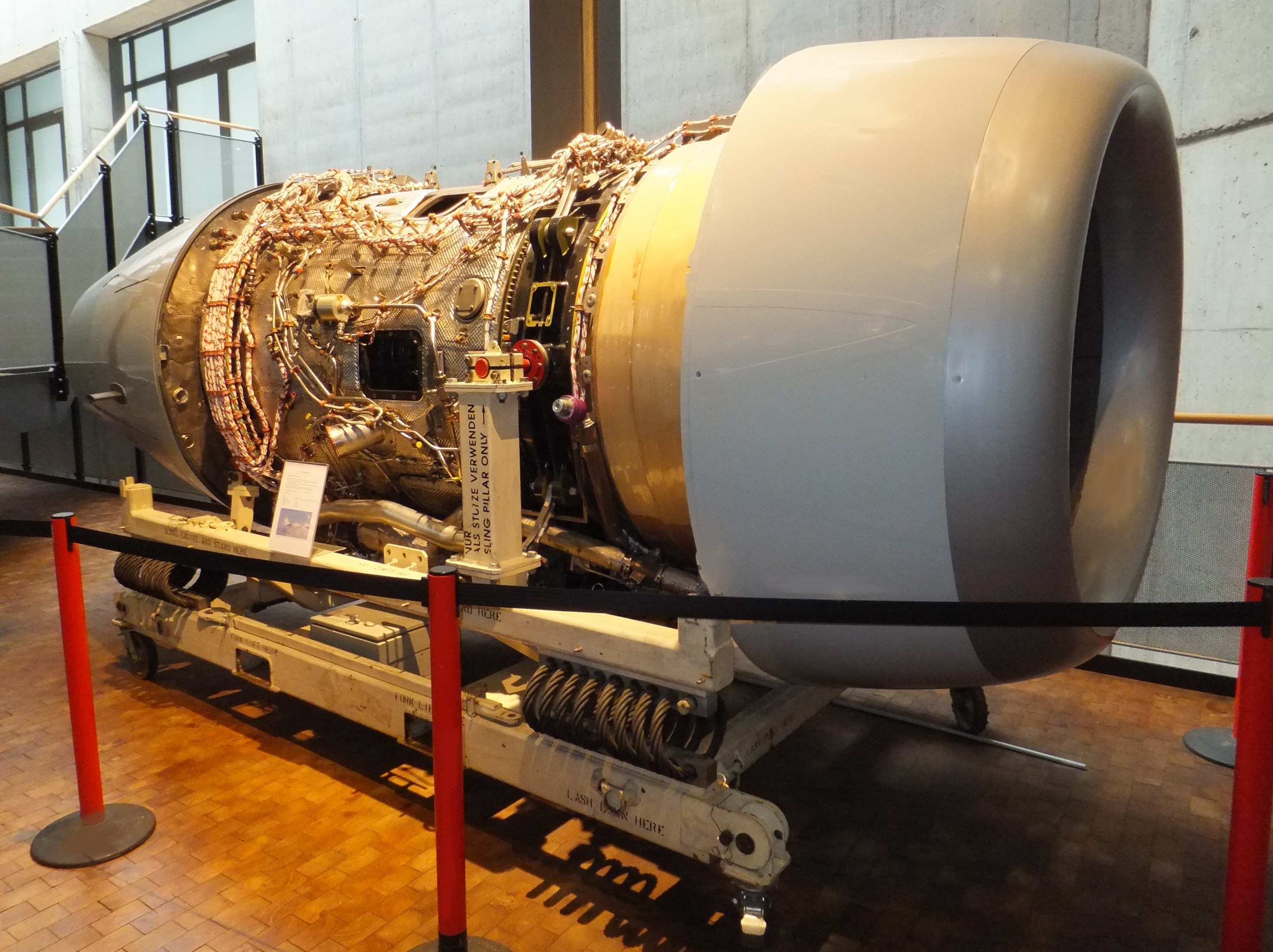
Prototyp eines BR710

Die Ausführung BR710 ist für Geschäftsreiseflugzeuge mit großer Reichweite vorgesehen und wird in der Gulfstream V, Bombardier-Global-Familie (Global Express XRS, 6000 und 5000) und Gulfstream G550 sowie in der 2011 außer Dienst gestellten British Aerospace Nimrod MRA4 verwendet. Als technische Besonderheit ist der Nebenstromkanal aus CFK ausgeführt. Das Triebwerk erhielt 1996 seine Zulassung, Anfang 2011 wurde das 2000. Exemplar gefertigt.

## BR715
Das BR715 ist für etwa 100-sitzige Flugzeuge ausgelegt und kommt in der Boeing 717-200 und einigen Versionen der Tupolew Tu-334 zum Einsatz. Mit dem Ende der Produktion der Boeing 717 im Mai 2006 werden nur noch vereinzelt BR715-Triebwerke hergestellt. Es gibt die Versionen BR700-715C1-30, BR700-715B1-30 und BR700-715A1-30 mit 95,33 kN, 89,68 kN und 83,23 kN Schub. Der zweistufige Niederdruckkompressor und der Nebenstromkanal werden aus Titan hergestellt.

## BR725
Mit dem BR725 wird die BR700-Reihe erweitert. Das Triebwerk absolvierte am 28. April 2008 seinen erfolgreichen Erstlauf auf dem Prüfstand und erhielt im Juli 2009 seine Musterzulassung durch die EASA und Anfang 2010 die der FAA. Durch die Übernahme von Verbesserungen aus der Trent-Triebwerkreihe für den Fan soll es 5 % mehr Schub erreichen, 4 % weniger Treibstoff verbrauchen, weniger Schadstoffe (21 % weniger Stickoxide, 72 % weniger Rauchgase) ausstoßen und 4 dB leiser sein als ein BR710. Zusätzlich wurde das Wartungsintervall von 3000 auf 10.000 Stunden verlängert. Um dies zu erreichen, wird ein Fan mit 24 geschwungenen Titanschaufeln großer Tiefe eingesetzt; die Fanauslassleitschaufeln werden aus Verbundwerkstoff gefertigt. Zusätzlich sind die zweite bis sechste Stufe des Hochdruckverdichters in Blisk-Bauweise ausgeführt. Die digitale Triebwerkssteuerung wurde vom Trent 1000 übernommen.
Das BR725 ist das exklusive Triebwerk für das Geschäftsreiseflugzeug Gulfstream G650.

## F130
Das F130 ist eine militärische Variante des BR725. Es wurde im September 2021 als Ersatz für das Pratt & Whitney JT3D im Rahmen des CERP (Commercial Engine Replacement Program) ausgewählt, in dessen Rahmen die B-52 Bomber der United States Air Force mit neuen Triebwerken ausgerüstet werden.

## Pearl 700
Der Pearl 700 wird die Gulfstream G700, eine Weiterentwicklung der bisherigen G650, und die Gulfstream G800 antreiben, die über eine größere Reichweite als die G650ER verfügt.
Die Pearl 700 ist eine Weiterentwicklung der BR725 mit ähnlicher Architektur, einer vierten Niederdruckturbinenstufe und einem um 5,1 cm größeren Blisk-Fan. Ihr Bypass-Verhältnis liegt über 6,5:1, und ihr Gesamtdruckverhältnis dürfte 50:1 übersteigen.
Sie soll einen Schub von 81,2 kN liefern. 3–5 % besserer schubspezifischer Kraftstoffverbrauch als die BR725-Variante der Gulfstream G650, reduzierte Emissionen und weniger Lärm.

## Pearl 10X
Die kommende Dassault Falcon 10X wird von zwei Pearl 10X-Triebwerken mit einer Schubkraft von 80 kN angetrieben, mit einem Titan-Fan Blisk, einem zehnstufigen Hochdruck-Kompressor, einer zweistufigen mantellosen Hochdruckturbine und einer vierstufigen Niederdruck-Turbine.
Das erste Pearl-10X-Testtriebwerk wurde Anfang 2022 in Betrieb genommen, und das Programm hatte bis Mai zusammen mit dem Advance2-Demonstrator 1.000 Teststunden absolviert.
Der Advance2-Kern und das neue Niederdrucksystem ermöglichen eine um 5 % höhere Effizienz als die bisherigen Triebwerke von Rolls-Royce Businessjets.

## Technische Daten
| Daten der BR700-Familie              | Daten der BR700-Familie    | Daten der BR700-Familie    | Daten der BR700-Familie    |
| ------------------------------------ | -------------------------- | -------------------------- | -------------------------- |
|                                      | BR710                      | BR715                      | BR725                      |
| Schub (kN)                           | 65,6–68,4                  | 83,23–95,33                | 75,2                       |
| Nebenstromverhältnis                 | 4:1                        | 4,55:1–4,68:1              | 4,2:1                      |
| Trockengewicht (kg)(je nach Version) | 1820–1890                  | 2085                       | 1635                       |
| Länge (m)                            | 4,7                        | 3,7                        | 3,3a                       |
| Fandurchmesser (m)                   | 1,22                       | 1,47                       | 1,27                       |
| Stufen Hochdruckverdichter           | 10                         | 10                         | 10                         |
| Stufen Hochdruckturbine              | 2                          | 2                          | 2                          |
| Fanstufen                            | 1                          | 1                          | 1                          |
| Stufen Niederdruckturbine            | 2                          | 3                          | 3                          |
| Verbrennungssystem                   | ringförmig mit 20 Brennern | ringförmig mit 20 Brennern | ringförmig mit 20 Brennern |
| Zertifizierung (je nach Version)     | 1996–2002                  | 1998                       | 2009                       |

a Die Länge des Triebwerks ist ohne Schubumkehr angegeben.